# Іремашвілі Йосип Георгійович
Йосиф (Сосо) Георгійович Іремашвілі (იოსებ გიორგის ძე ირემაშვილი; 1879 — 1944) — грузинський педагог і політик. Член Російської соціал-демократичної робітничої партії. Друг дитинства і політичний опонент Й. Сталіна, відомий своєю книгою спогадів про його дитинство та юність.

## Біографія
Йосиф Іремашвілі народився 1879 року в місті Урбнісі. Його предки були священнослужителями. Його батько, Георгій Іремашвілі, спочатку був дияконом в Урбніській церкві, а потім був висвячений на священика. Георгій і його дружина Маріам Копадзе мали п'ятеро дітей, трьох синів і двох дочок.
Сосо Іремашвілі закінчив Горійську духовну семінарію в 1894 році, потім поступив до Тбіліської духовної семінарії. З 1901 року він був викладачем в Горійській семінарії, а з 1917 року викладав в Тбіліській духовній семінарії.
Сосо Іремашвілі був другом дитинства Йосипа Джугашвілі (Сталіна). Разом навчалися в Горі і Тбілісі. Вони разом вступили до Соціал-демократичної партії. Іремашвілі допомагав Джугашвілі переховуватися від поліції. Після 1903 року Іремашвілі порвав з більшовиками і став меншовиком. 17 жовтня 1905 року Іремашвілі та Джугашвілі брали участь у тифліській демонстрації, що відбулася після оголошення маніфесту про свободу преси та зборів. У 1907 році Іремашвілі опублікував статтю «Більшовицька небезпека», з різким засудженням тактики більшовиків. Полеміка зі Сталіним невдовзі переросла на особисту ворожнечу. Працював учителем у Тифлісі, вчив першого сина Сталіна Якова Джугашвілі, який ріс і виховувався у родичів матері Якова — Катерини Сванідзе.
З 1907 року Йосип Іремашвілі публікував прозові твори в грузинських журналах і газетах під псевдонімом Партенашвілі («Джерело», «Вперед», «Майбутнє», «Небесна роса», «Хомлі», «Іскра», «Нова думка», «Справа», «Наша газета», «Люди»).
Йосип Іремашвілі закінчив Київський комерційний інститут і після повернення до Грузії почав активно включитися до громадсько-політичного життя.
У 1919—1921  роках Іремашвілі був членом Установчих зборів Грузинської демократичної республіки. Призначений комісаром Душетського повіту.
У 1921 році під час окупації радянською Росією Грузії призначений помічником спеціального представника уряду Грузії в Кахетії Коте Андронікашвілі. Особлива комісія Грузинської РСР вперше заарештувала його разом з іншими політичними діячами 21 травня 1921 року, щоб уникнути очікуваних ускладнень святкування Дня незалежності Грузії. Сидів у в'язниці Метехі. Його сестра виклопотала у Сталіна звільнення Іремашвілі. Вдруге заарештований 21 лютого 1922 р. разом з іншими партійними лідерами, щоб уникнути протестів на річницю окупації Грузії. Восени 1922 року він був депортований до Німеччини з 62 політичними в'язнями, де він отримав політичний притулок. Він відкрив магазин і торгував перськими килимами та антикваріатом. Олександра (Саша) Амбріашвілі з сім'єю, дружиною і троє дітей залишилися в Грузії.
У 1932 році німецькою мовою в Берліні вийшла його книга «Stalin und die Tragoedie Georgiens» («Сталін і трагедія Грузії»). Цей твір досі вважається одним з найнадійніших джерел біографії Сталіна.
Йосиф Іремашвілі помер у 1944 році в Берліні. Місце поховання невідоме.